# Empire colonial belge
1841–1855
1908–1962
Entités précédentes :
- Guatemala
- État indépendant du Congo
- Dynastie Qing
- Afrique de l'Est allemande

Entités suivantes :
- Guatemala (1855)
- République du Congo-Léopoldville (1960)
- République de Chine (1931)
- Royaume du Burundi (1962)
- Rwanda (1962)

L'Empire colonial belge ou Empire belge est une expression désignant, par analogie avec les empires coloniaux des autres nations européennes, l'ensemble des territoires administrés par le Royaume de Belgique, composé de colonies, de protectorats, de territoires sous mandat puis sous tutelle.
Il est constitué, à son apogée (1919-1931) des territoires suivants :
- en Afrique, le Congo belge, de loin le principal territoire administré ;
- en Afrique, le Ruanda-Urundi (territoire sous mandat) ;
- en Chine, la concession de Tianjin;
- en Afrique, Tanger au Maroc : Zone internationale de Tanger.

## Histoire
- Avant même que la Belgique ne déclare son indépendance du Royaume uni des Pays-Bas, les compagnies maritimes établies dans ses villes portuaires ont établi des comptoirs, à l'instar de Banquibazar, actuelle Ichapur au Bengale, comptoir de la Compagnie d'Ostende de 1717 à 1731 ;
- En 1830, la Belgique prend son indépendance des Pays-Bas, mais ne peut prétendre au moindre territoire de l'empire colonial néerlandais. Après avoir fait jouer son réseau pour assurer la survie et les frontières de son nouveau pays, le roi Léopold Ier se sent rapidement à l'étroit dans son petit territoire. Persuadé que le rayonnement viendra de la puissance coloniale, mais totalement inexpérimenté, il soutient une cinquantaine d'initiatives diverses (commerciales, privées, gouvernementales ou mixtes), dont aucune ne sera pérennisée. Parmi celles-ci :Carte de la région du lac Izabal et du district de Santo Tomás. La région en jaune correspond à la zone qui avait été cédée à perpétuité par Carrera à la colonie belge.

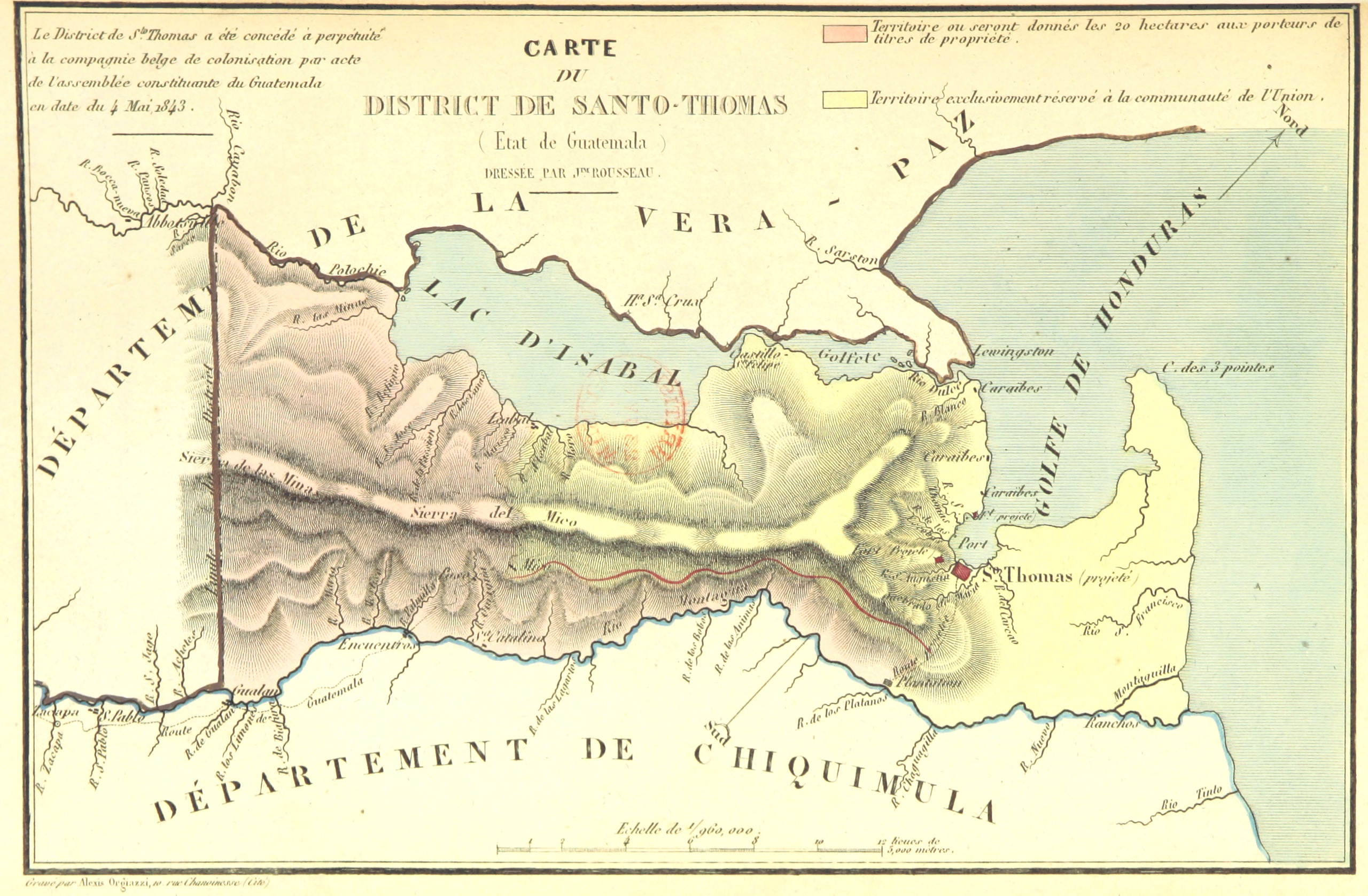
Carte de la région du lac Izabal et du district de Santo Tomás. La région en jaune correspond à la zone qui avait été cédée à perpétuité par Carrera à la colonie belge.

  - dans le district de Santo Tomás de Castilla au Guatemala  par la Compagnie belge de colonisation à partir de 1841 ;
  - dans la république du Texas ;
  - dans l'État brésilien de Santa Catarina, par la Compagnie belgo-brésilienne de colonisation ;
  - dans l'estuaire du Rio Nunez, sur le territoire de l'actuelle Guinée ;
  - au Mexique, en participant à l'intervention militaire française (appuyée par l'Angleterre) destinée à soutenir le nouvel empereur issu de la dynastie des Habsbourg, Maximilien, dont l'épouse Charlotte est la fille du roi des Belges. Celui-ci cultivait l'espoir d'une expansion belge dans la contrée.

Finalement, l'empire colonial belge apparaît donc, à l'origine, comme étant le fruit d'initiatives privées et officielles dont la plus importante est, au XIXe siècle, l'expansion africaine sous l'impulsion de Léopold II. C'est avec l'appui complémentaire d'emprunts négociés en Belgique avec l'appui du Parlement et par l'envoi d'officiers mis en congé temporaire de l'Armée belge que le centre de l'Afrique a été conquis avant de devenir un empire politique à partir de l'annexion votée par le parlement belge en 1908. Deux colonies principales se distinguent : d'une part, le Congo belge formé pour partie à partir du territoire de l'ancien royaume du Kongo et auquel est adjoint le Katanga — sous administration distincte — et, d'autre part, la province du Ruanda-Urundi. Une concession en Chine a également fait partie de l'expansion belge jusqu'en 1931, date de sa rétrocession à la Chine.

## Colonies, protectorats et concessions
- exploration, puis prise de possession de l'État indépendant du Congo (1885-1908) par Léopold II de Belgique, qui devient ensuite le Congo belge (1908-1960) :  
  - enclave de Lado (1894-1910), située entre le Soudan et l'Ouganda ;
  - Katanga (1900-1960), administré par le Comité spécial du Katanga (administration indépendante de celle du Congo).
- protectorat sur le Ruanda-Urundi (1916-1960).
- concession de Tianjin (1902-1931).
- Isola Comacina, une île située sur le lac de Côme en Italie, cédée symboliquement au roi des Belges par testament en 1919 - en hommage au rôle de la Belgique durant la Première Guerre mondiale, puis rendue à l'Italie en 1920.

## Peuplements
Parallèlement, au XIXe siècle, se développa une politique d'émigration pour fonder des implantations dans les États américains du Wisconsin, de l'Illinois, de la Pennsylvanie et de la Louisiane (travail effectué par l'abbé Jean Ducat de Biesmes-Mettet, Jean-Marie Zimmerman).